# Pripps

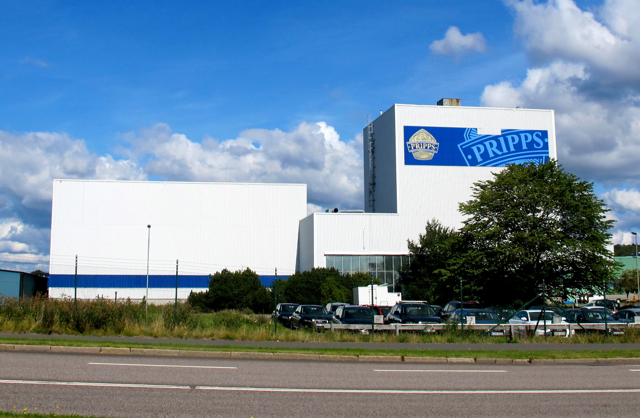
Pripps anläggning i Västra Frölunda i Göteborg.

Pripps var ett svenskt bryggeriföretag som nu endast lever kvar som ett inhemskt svenskt varumärke. Pripps ingår i den danska bryggerikoncernen Carlsbergs bolag Carlsberg Sverige.
Johan Albrecht Pripp drev ett bryggeri i Göteborg från och med 1828. Aktiebolaget J. A Pripp & son grundades 1879 och J. W. Lyckholm & co. grundades 1880. År 1928 gick dessa Göteborgs två största bryggerier samman och blev därmed AB Pripp & Lyckholm. Genom inköp av Münchens nya bryggeriaktiebolag förvärvade man även aktiemajoriteten i Aktiebolaget D. Carnegie & Co.
Företaget kom att fusioneras med åtskilliga andra bryggerier, men namnet Pripp behölls även på de nya företagskonstruktionerna, liksom varumärket ”Pripps”. AB Pripp & Lyckholm blev 1964 Pripp-Bryggerierna AB genom en fusion av landets största bryggeri, AB Stockholmsbryggerier, som nyligen lagt under sig Malmö Förenade Bryggerier och därmed blivit landets största med säte i Stockholm. Det nya företaget fick sitt huvudkontor i Stockholm men hämtade sitt namn från Göteborgsbryggeriet.
1970 invigdes en enorm bryggerianläggning i Bromma som ersatte Münchenbryggeriet på Söder Mälarstrand, som lades ned 1971. Bryggeribyggnaden från 1893 står fortfarande kvar.
År 1972 ändrades namnet till AB Pripps Bryggerier. Samma år, den 2 oktober, köpte Pripps Tingsryds Bryggerier AB.
Under 1970-talet blev bolaget statligt för att 1986 bli dotterbolag till Procordia. År 1993 köptes Pripps av Volvo, som 1995 slog samman bryggeriet med Orklas Ringnes Bryggeri till Pripps Ringnes AB. Volvo sålde 1997 sin aktieandel i bolaget till Orkla.
Efter flera ägarbyten köptes AB Pripps av danska Carlsberg och integrerades med Carlsbergägda Falcon. Idag bedrivs inte längre någon produktion i någon av de fyra stora anläggningar som ägdes av Pripps i Malmö, Göteborg, Bromma och Sundsvall. Carlsberg Sverige har sitt enda bryggeri i Falcons anläggning i Falkenberg.
I anläggningen i Göteborg har tidigare anställda efter nedläggningen gått samman och startat Göteborgs Nya Bryggeri.

## J.A. Pripp
Göteborgs första bryggare var en holländsk nybyggare, Michel Gertsen († 1646), som från 1625 bedrev denna verksamhet vid Gullbergsån, på platsen för det område som senare bildade landeriet Stora Katrinelund. Han var en av stadens mest betydande borgare på sin tid, och var bosatt i stadens 28:e rote vid Norra Hamngatan.
Där Stampgatan nu går fram, ledde förr i tiden stora landsvägen öster ifrån, in förbi tullhuset mot Drottningporten och själva Staden inom Vallgraven. Strax innan man nådde tullhuset, som låg mitt emot nuvarande Stampbron, fanns 1742 en tobaksplantage på över 33 tunnland. Ägare var dåvarande stadsbokhållaren och rådmannen i Göteborg, Lorentz Ekman (1693-1775). Senast 1758 uppförde Ekman på tobaksplantagens område ett ölbryggeri, som blev upphovet till den Prippska etableringen. Ekmans satsning gjordes mycket till följd av sin släktförbindelse med storbryggaren Mårten Williamson. Efter Ekmans död, sålde hans änka Lona Knape år 1783 bryggeriet till Göran Bremberg (1745-1797). Det var då värderat till 2 333 riksdaler. Bremberg dog barnlös 1797, och hans änka, född Christina Norling, fortsatte rörelsen fram till sin död 1827. Samma år ansågs bryggeriet värt över 5 000 riksdaler. Därefter tar den Prippska eran sin början med att det Brembergska bryggeriet år 1828 arrenderades av Johan Albrecht Pripp (1795-1865). Tidpunkt för övertagandet var troligen i februari eller mars 1828, enligt en inlaga till taxeringsmyndigheterna (i sin helhet):12 Roten N;o 57. Uppgift till Taxeringskommittén uti Göteborgs stad för år 1828.Undertecknad har numera arrenderat Bryggeriet av Brembergska Arvingarna under ovanstående nummer, vilket jag först med detta års början tillträtt, har ännu icke därav havit någon förtjenst, men redan fått vidkännas förlust i en nyligen skedd konkurs och hemställer således till respektive Taxeringskommittéers upplysta bedömande huru jag för detta året kan taxeras till någon avgift.
Göteborg den 8 mars 1828 Joh. Pripp
Den årliga arrendesumman var på närmare 2 000 riksdaler.
Först 1844 förvärvade J A Pripp äganderätten till byggnaderna i ett upplåtelsebrev på tomten "för sig, sin hustru och sina arvingar". Priset var då 7 500 riksdaler eller 1/2 gång så mycket som 1828. Bryggeriet tillverkade då cirka 10 000 hektoliter öl. Planmässigt köpte han närliggande tomter, så snart tillfälle gavs. De första 5 åren använde J. A. Pripp huvudsakligen till att organisera rörelsen, men sedan han år 1833 vunnit burskap som bryggare, blir han mer aktiv i konkurrensen.
Pripps är ett av Sveriges äldsta varumärken. Aktiebolaget J.A. Pripp & Son inskrivet i en pentagon är grunden till den symbol företaget använt genom tiderna. Femkanten blev under 1800-talet företagets märke och har sedan moderniserats i olika omgångar. Den stampades ursprungligen in i korkarna på ölflaskorna för att identifiera ölet innan etiketter började användas. Varumärket registrerades första gången den 10 januari 1885, men hade använts sedan 1865 ("en femkant inneslutande text"). Det nämnda varumärket behölls till 1927, då i samband med fusionen med J. W. Lyckholm & C:o och efterföljande namnbyte.
1840 var Pripps Göteborgs största bryggeri och 1844 följde en modernisering av tillverkningen. 1859 blev Frosten Carl Pripp (1834-1878), son till grundaren, delägare i bryggeriet som nu fick namnet J.A. Pripp & Son. Frosten Carl Pripp hade studerat ölframställningen i Tyskland och införde det bayerska, underjästa ölet hos Pripps, och var mycket drivande i företagets utveckling till en industri. Under de kommande decennierna avancerade Pripps till att bli ett av Sveriges största bryggerier. Redan år 1878 avled Frosten Carl Pripp och verksamheten övertogs nu främst av bryggmästaren Andreas Andersén och de båda kassörerna, bröderna Albert J. Olsson och Gustaf E. Olsson, samtliga verksamma sedan 1850-talet i företaget, samt bokhållaren F. Edward Olson,
Den 7 februari 1879 blev företaget Aktiebolaget J. A. Pripp & Son, och den 1 maj 1879 övertog det nybildade bolaget ledningen av bryggeriet.
I början av år 1889 kom ett brev, från ingenjör L. A. Groth i London som representerade ett konsortium av kapitalister, bildat i London för köpa ett antal svenska bryggerier. En försäljningen av Pripps bryggeri var nu nära förestående och ett anbud på 2 325 000 kronor lades. Den 21 februari 1889 sändes ett telegram från London "Klart, avvaktar endast Edert definitiva beslut", och allt tycktes vara förberett, men affären blev av okända skäl inte av.
Den 17 maj 1900 provkörde Pripps den första lastbilen i Sverige, vilken man införskaffat för utkörning av öl. Lastbilen hade tillverkats av Motorfahrzeug und Motorfabrik Aktien Gesellschaft i Berlin och den som förmedlat köpet var dess agent i Göteborg, Knut Bonnier. Resan gick från Göteborg till Kungsbacka, och lasten utgjordes av pressfolk. Den tog tre timmar, där 50 minuter gick åt till möten med lantmän som var nyfikna på fordonet. I Kungsbacka fick invånarna åka med på en tur runt torget. På slät väg kunde den lasta 3 ton och hastigheten kunde regleras i stegen 4, 7, 10 och 14 km/tim. Lastbilen förbrukade "50 öre bensin 1 timmen."

## Sammanslagningar i Göteborg

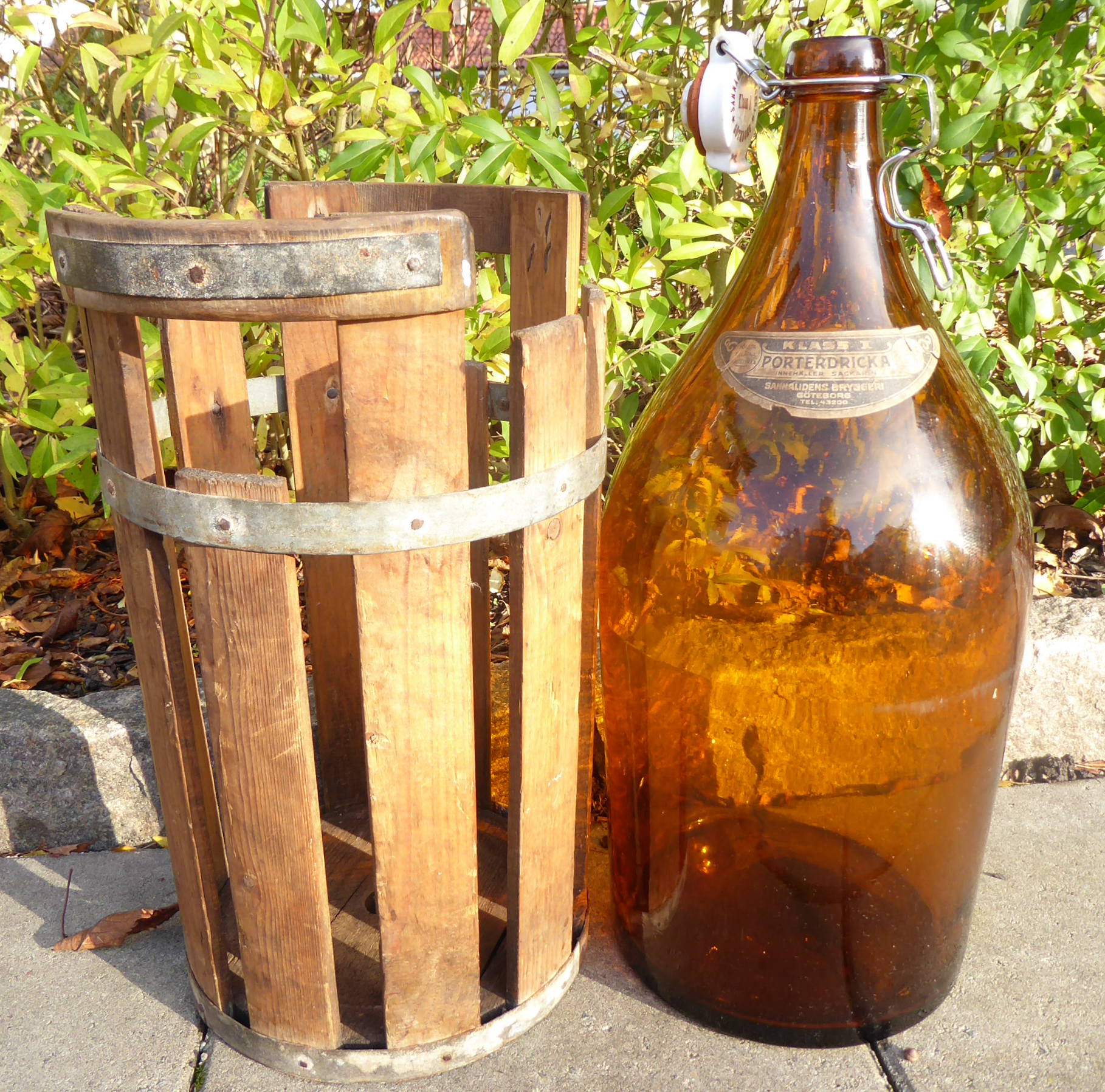
Porterdricka från Sannalidens Bryggeri, som köptes upp av Pripps 1947.

Endast ett par månader efter den omtalade aktionen från England, fick AB J A Pripp & Son ett nytt köpeanbud, denna gång från bankirfirman Louis Fraenckel i Stockholm, som gått i spetsen för en plan att bilda en bryggerisammanslutning, bestående av Pripps, Eriksbergs och Göteborgs bryggerier. Upprinnelsen till initiativet var den fusion, som hade skett mellan fem av Stockholms större bryggerier, då dessa slogs samman i AB Stockholms Bryggerier. På en extra bolagsstämma den 10 maj 1889 fattades beslut att sälja bryggeriet för 2 500 000 kronor, att betalas med två tredjedelar kontant och en tredjedel i aktier i ett nytt bolag. Sedan Louis Fraenckel & Co samtidigt köpt Eriksbergs Bryggeri och Göteborgs Bryggeri, bildades Aktiebolaget Göteborgs Förenade Bryggerier, vilket höll konstituerande bolagsstämma i Göteborg den 22 maj 1889
År 1902 upplöstes Aktiebolaget Göteborgs Förenade Bryggerier, genom att dotterbolaget J A Pripp & Son i en större omorganisation köpte tillbaka sina egna aktier och övertog moderbolagets egendom. Det nya aktiekapitalet sattes till 3 420 000 kronor. Beslutet togs vid extra stämma i Pripps bolag den 5 september 1902.

## Pripps växer sig stort

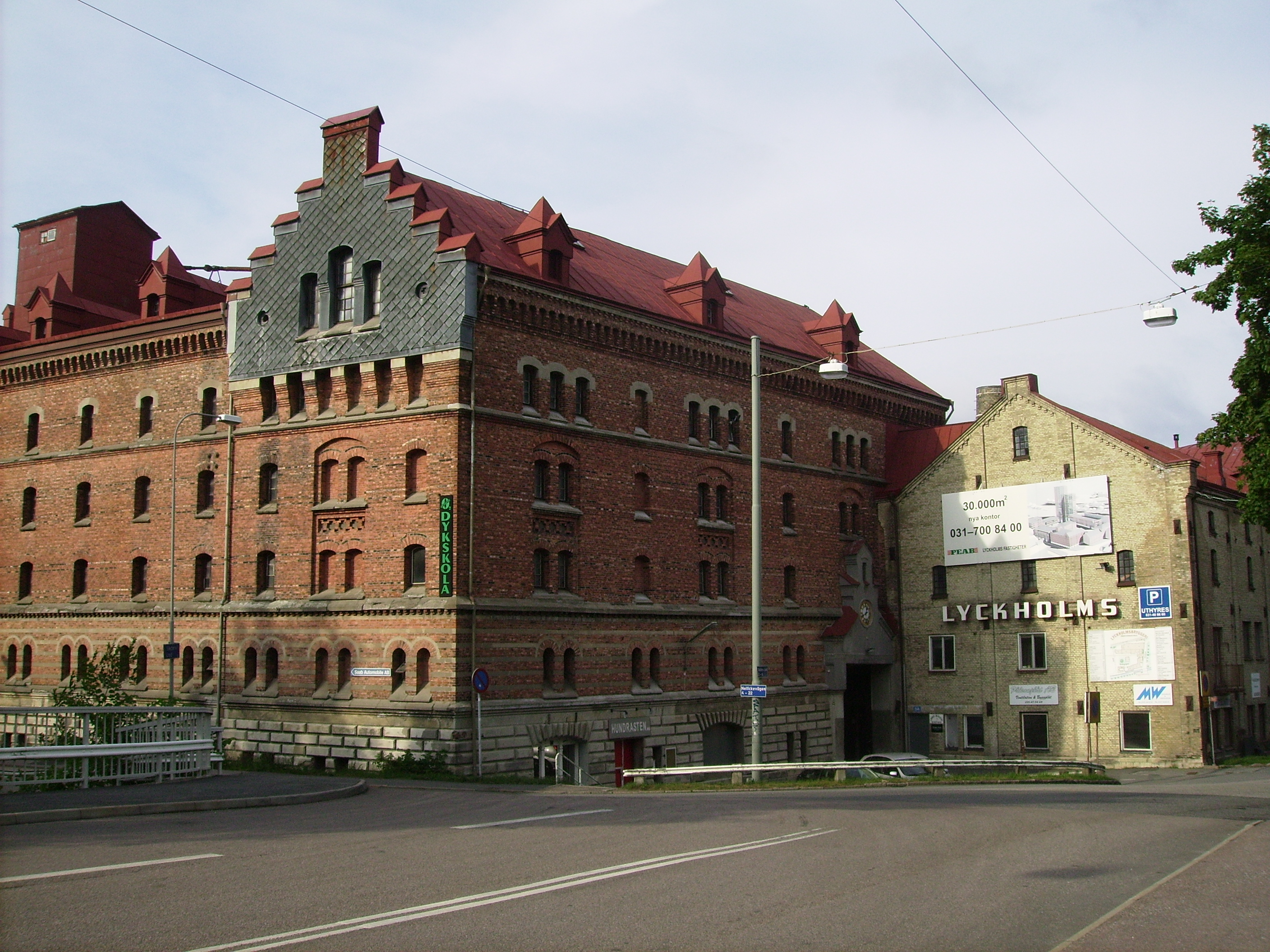
Lyckholms bryggeri i Göteborg.

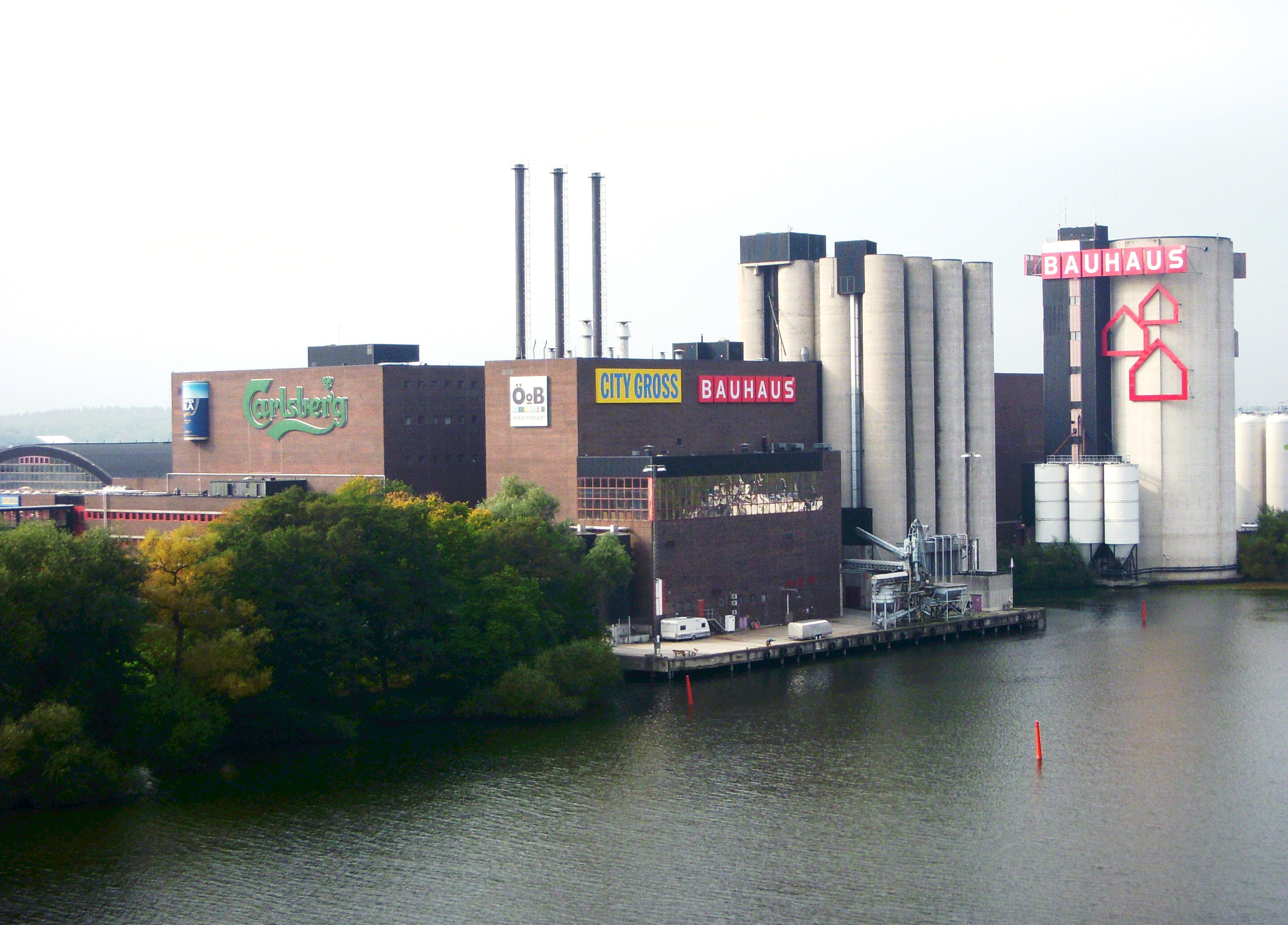
Pripps tidigare bryggeri i Ulvsunda industriområde, Stockholm. Byggnaden är K-märkt. Sedan Pripps slutade brygga här 2004 har byggnaden rymt olika verksamheter, som snickeri och busstvätt. Hösten 2021 flyttade mikrobryggeriet Television Brewing in i en del av huset.

Den första stora fusionen konfirmerades av Pripps bolagsstämma den 7 februari 1927, att gälla redan från den 1 oktober 1926, då Pripps gick samman med göteborgskonkurrenten J W Lyckholm & Co (anlagt 1880 på Wilhelmsdal i Örgryte) som hade sitt bryggeri i Almedal vid Mölndalsån. Det nya bolaget fick namnet AB Pripp & Lyckholm. 1928 köpte P&L upp Carnegie-bryggeriet och 1950 följde Apotekarnes. Många mindre bryggerier köptes upp, framför allt under efterkrigstiden. Under 1950-talet försvann flera lagar och regleringar, bland annat motboken, vilket gjorde att Pripps kunde expandera sina verksamheter.
1961 köpte Pripp & Lyckholm upp Malmö Bryggerier och 1964 fusionerade man med Stockholms Bryggerier och bildade storkoncernen Pripp-Bryggerierna AB med säte i Stockholm. Pripp & Lyckholms tidigare verkställande direktör Franz Hartmann utsågs till styrelseordförande.
AB Pripps Bryggerier bildades formellt 1973 då Pripp-Bryggerierna AB bytte namn till Pripp-bolagen AB och dryckesrörelsen överfördes till ett dotterbolag med rubricerat namn. Under 1970-talet köpte man bryggerierna AB Falken (Falcon) i Falkenberg och Sandwalls i Borås. Den 30 oktober meddelade Pripps att man köpt Albin Marin. År 1974 blev Pripps statsägd. Pripps blev under slutet av 1970-talet en del av den statliga industrigruppen (senare Procordia) som redan ägde Falcon. Under 1980-talet såldes gruppen till Volvo.
Den 9 september 1978 firade Pripps sitt 150-årsjubileum i Stenhammarsalen på Göteborgs konserthus, där även kung Carl XVI Gustaf deltog. Därefter vidtog en jubileumsmiddag på restaurang Trägår'n.
År 1972 startades bygget av Pripps nya anläggning i Västra Frölunda, den 26 juni 1974 invigdes den första etappen och 1976 flyttades tillverkningen på Stampen i centrala Göteborg hit. Den 13 juni 1976, klockan 21.45, fylldes den sista ölburken på den klassiska bryggerimarken, och den 18 juni invigdes den nya anläggningen, ritad av arkitekt Anders Berg Arkitektkontor. Kostnaden uppgick till 230 miljoner kronor, och produktionskapaciteten för öl var 70 miljoner liter per år och för läsk 50 miljoner liter. Jästtankarna hade en storlek av 254 000 liter (motsvarande 762 000 flaskor) respektive 92 000 liter (276 000 flaskor). Samtidigt som anläggningen stod klar, invigdes en nio kilometer lång vattenledning från Kallebäcks källa. Pripps ägde och förvaltade källan sedan 1891. Den ersatte de gamla ledningarna till Lyckholms bryggeri, Apotekarnes Vattenfabrik och Björkens Vattenfabrik. Då hade man redan 1970 utlokaliserat verksamheten i Stockholm till Bromma. Det centralt belägna kvarteret i Göteborg, Prippska tomten, låg länge övergivet och delvis rivet, men har senare blivit bebyggt med nya hus, och endast "barnhuset" finns kvar av bryggeriets tidigare byggnader på tomten.
I början av 1990-talet drev Pripps bryggerier i Stockholm, Göteborg, Malmö och Sundsvall och hade lagerdepåer på många platser i Sverige. I mitten av 1990-talet avvecklades bryggerierna i Sundsvall och Malmö och tillverkningen koncentrerades till Göteborg och Stockholm. 1995 köpte norska Orkla upp Volvos andel av Procordia Food, och året efter resten av företaget. Pripps som ingick i Volvos livsmedelsbolag BCP, Branded Consumer Products, blev därmed norskägt. Eftersom Orkla redan ägde norska bryggeriet Ringnes slogs dessa samman. 1989 hade Pripps köpt delar av det norska bryggeriet A/S Hansa. Man satsade under 1990-talet på att hitta nya marknader i Östeuropa. I Baltikum satsade man på ett samarbete tillsammans med finska Oy Hartwall Ab i samägda bolaget Baltic Beverage Holding som kom att växa till Ryssland, Vitryssland och Ukraina.

### Coca-Cola
Pripps tillverkade från introduktionen på 1950-talet Coca-Colas drycker på licens och fick så småningom ensamrätt i Sverige. I mitten av 1990-talet tappade Pripps rätten att tillverka och sälja Coca-Cola som istället startade egen produktion i Haninge söder om Stockholm. Coca-Cola Company uttryckte i samband med brytningen missnöje över att Pripps inte var effektiva i marknadsföringen av drycken, att bolaget tillverkade "konkurrerande" läskedrycker samt att Norska fusionspartnern Ringnes redan hade ett avtal med Pepsi-Cola. Pripps övertog istället licensen för Pepsi-Cola i Sverige från Spendrups.

## Carlsbergs övertagande
Företaget köptes år 2000 av danska Carlsberg som bildade Carlsberg Sverige. Verksamheten integrerades med Falcon som redan tidigare övertagits av Carlsberg och produktionen i Göteborg och Bromma avvecklades. Några varumärken lever vidare inom Carlsberg Sverige:s produktsortiment: Pripps Blå, Pripps Julöl, Carnegie Porter, Festis, Ramlösa och Apotekarnes. Många av de andra Pripps-varumärkena har fasats ut.